# Parque nacional Mutawintji

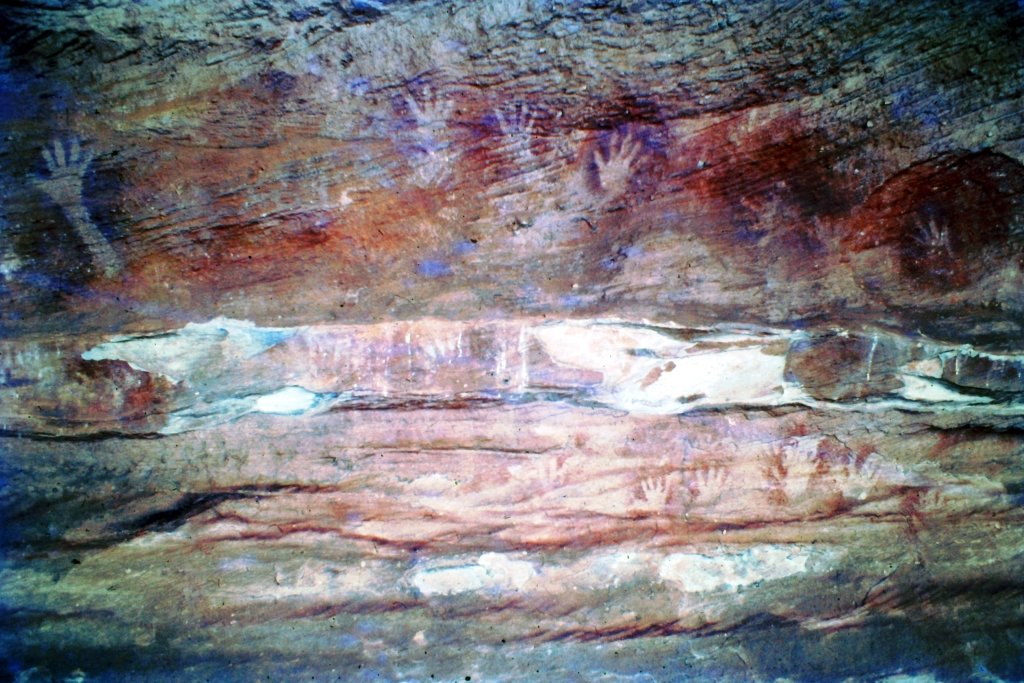
Pinturas de aborígenes australianos en el Parque Nacional Mutawintji

El Parque Nacional Mutawintji es un parque nacional en Nueva Gales del Sur (Australia), ubicado a 878 km al oeste de Sídney.

## Datos
- Área: 689 km²
- Coordenadas: 31°08′48″S 142°22′53″E / -31.14667, 142.38139
- Fecha de Creación: 4 de septiembre de 1998
- Administración: Servicio Para la Vida Salvaje y los Parques Nacionales de Nueva Gales del Sur
- Categoría IUCN: II